# Zaanlandse Olieraffinaderij
De Zaanlandse Olieraffinaderij (ZOR) is een contract-raffinaderij gevestigd te Zaandam. Het bedrijf is een toeleverancier aan de Europese oliën- en vettenindustrie en raffineert speciale oliën en organische lipiden naar de vaak uiteenlopende eisen en specificaties van klanten.
De Zaanlandse Olieraffinaderij werd in 1930 opgericht. Een jaar later kwam de fabriek annex opslagterrein in gebruik, op een terrein aan de Zaan. Tijdens de Tweede Wereldoorlog schakelde het bedrijf noodgedwongen over op de verwerking van bijproducten van de zuivel- en kaasindustrie. Na de bevrijding vatte de ZOR de oorspronkelijke activiteit gaandeweg weer op. Omstreeks 1950 werd de productie van slasauzen aan de activiteiten toegevoegd.
De Zaanlandse Olieraffinaderij werd in 1957 overgenomen door Stuurman Cacao. Dit bedrijf, dat vrijwel naast de ZOR was gelegen, zette de raffinagecapaciteit deels in voor de zuivering van cacaoboter. In 1964 werd de raffinage-installatie gemoderniseerd en werden ook uitbreidingen gerealiseerd.
In 1979 werd Stuurman Cacao overgenomen door Gerkens Cacao, onderdeel van General Cocoa. De nieuwe eigenaar breidde zowel de opslag- als de raffinagecapaciteit van de ZOR uit. Uiteindelijk werd Cargill in 1989 de eigenaar van General Cocoa en daarmee van de Zaanlandse Olieraffinaderij. Het bedrijf bleef groeien en in 1995 werd een installatie voor het smelten en verpakken van cacaoboter in bedrijf gesteld. Daarna volgden nog diverse andere uitbreidingen, niet alleen van installaties, maar ook van het productassortiment. Het uitgebreide scala aan activiteiten werd sterk ingeperkt in 2019, toen Cargill besloot dat de ZOR zich ging beperken tot het raffineren van plantaardige oliën en vetten.